# 布法罗狂野鸡翅
布法罗狂野鸡翅（英語：Buffalo Wild Wings），是美国一家连锁餐厅。其以各种风味的鸡翅而闻名，并在餐厅墙上布置了许多电视和投影屏幕，供顾客观看体育赛事。2018年被Inspire Brands收购。

## 历史
其首家餐厅于1982年在俄亥俄州哥伦布市开设。创始人Jim Disbrow和Scott Lowery当时从纽约州布法罗搬到了该市，开设了一家名为“Buffalo Wild Wings & Weck ”的餐厅，布法罗辣鸡翅和Weck三明治都是来自布法罗的特色食物。
1991年开始推行特许经营模式，到1992年，共开设了8家餐厅。1998年，餐厅更名为“Buffalo Wild Wings Grill & Bar”。1999年在明尼苏达州苹果谷开设了第100家餐厅。
截至2021年，布法罗狂野鸡翅在美国开设了500多家特许经营餐厅，另外还有650家公司拥有的餐厅，此外在国际上也开设了50多家餐厅。

## 餐厅特色
- 餐厅墙上设置了许多电视和投影屏幕，播放各类体育赛事，并设有酒吧区。餐厅适合各类聚会和观看体育赛事。[9][2][10]
- 餐厅提供各式风味的鸡翅，包括16种口味的酱汁鸡翅和5种口味的干式鸡翅（干式，即提供小碟的调味料，而不用湿酱汁包裹）。鸡翅类型分为无骨鸡翅（boneless）和有骨鸡翅（traditional）。所有风味类型在菜单上按照辣度排序。在其菜单上，最不辣的为甜烧烤酱味和盐醋味，最辣的为“Blazin”卡罗来纳死神味。[11][12]
- 餐厅还有一项“Blazin' Challenge”的挑战活动。参与者必须在6分钟内吃掉12只“Blazin”卡罗来纳死神味鸡翅，且不能喝饮料。“Blazin”卡罗来纳死神味鸡翅为该餐厅最辣的鸡翅，比墨西哥辣椒辣60倍。[13][14][15]
- 布法罗狂野鸡翅餐厅内提供各式啤酒和饮料。其为美国供应生啤酒最多的餐厅。[16][17]
- 布法罗狂野鸡翅的昵称为“B-Dubs”，来自原店名首字母缩写“BW3s”的近似发音。布法罗狂野鸡翅已将“B-Dubs”注册为商标。[6][18]